# Maria Lutz
Maria Rosalia Lutz, verheiratete Marie Rott-Lutz (29. November 1840 in Wien – 17. August 1872) war eine österreichische Theaterschauspielerin und Operettensängerin (Sopran).

## Leben
Lutz, die Tochter des am Hoftheater in Wien engagierten Tänzers Jakob Lutz, wurde ebenfalls fürs Ballett ausgebildet. Sie widmete sich jedoch dem Fach der Lokalsängerin und gefiel als solche in Wiener Neustadt wie in Karlsbad. Dort lernte sie 1858 Karl Mathias Rott kennen.
Am 1. August 1858 kam ihr Sohn Hans (Vater: Karl Rott), am 20. Dezember 1860 ihr Sohn Carl Borromäus (Vater: Erzherzog Wilhelm Franz Karl) zur Welt. 1862 heiratete sie Karl Rott, der beide Kinder legitimierte.
Bald darauf ging sie zur Operette über, die damals im Aufblühen begriffen war, und errang als „Helena“, „Boulotte“ (Blaubart) etc. am Theater in der Josefstadt, am Friedrich-Wilhelm-Städtischen Theater in Berlin und später am Theater an der Wien große Erfolge.
In einem Ausstattungsstück (Schafhaxl) erkältete sie sich und starb an den Folgen am 17. August 1872.